# 栗山良夫
栗山 良夫（くりやま よしお、1909年（明治42年）11月16日 - 1988年（昭和63年）1月13日）は、日本の政治家、労働運動家。参議院議員（3期、日本社会党）。

## 経歴
岐阜県出身。1930年（昭和5年）浜松高等工業学校電気科卒業。東邦電力に入り、戦後、中部電力労働組合委員長、電産協議会議長に就任する（いずれも初代）。
1947年（昭和22年）の第1回参議院議員通常選挙において愛知県地方区から日本社会党公認で立候補して初当選する（6位当選）。1950年（昭和25年）の第2回参議院議員通常選挙から全国区に転じ、2回当選した。この間、参議院電力問題に関する特別委員長、同労働委員長を歴任、社会党内では中央執行委員、党統制委員、愛知県連会長などを務めた。
1961年3月16日、名古屋市長の小林橘川が任期中に死去。これに伴って4月28日に行われた市長選に革新系候補として立候補するが、次点で落選した。
1988年1月13日、死去。78歳没。死没日をもって従四位に叙される。

## 栄典
- 1980年（昭和55年）勲二等瑞宝章[1]
- 1988年（昭和63年）従四位